# James B. Frazier Jr.
James Beriah Frazier Jr., född 23 juni 1890 i Chattanooga, Tennessee, död 30 oktober 1978 i Chattanooga, Tennessee, var en amerikansk demokratisk politiker. Han representerade Tennessees 3:e distrikt i USA:s representanthus 1949–1963.
Fadern James B. Frazier var guvernör i Tennessee 1903–1905 och senator 1905–1911.
Frazier utexaminerades 1914 från Chattanooga College of Law och inledde sedan sin karriär som advokat i Chattanooga. Han deltog i första världskriget i USA:s armé och befordrades till major. Han arbetade som åklagare 1933–1948. Frazier valdes sju gånger till representanthuset. Han kandiderade till omval ännu en gång i 1962 års kongressval men förlorade mot republikanen Bill Brock.
Frazier är begravd på Forest Hills Cemetery i Chattanooga.